# Dispiliotavlan

Bilden föreställler A: tecken på Dispiliotavlan och andra fynd från Dispilio. B: exemple på tecken i Linear A. C: exempel på andra tecken från lertavlor från europeisk stenålder.

Dispiliotavlan, eller på engelska Dispilio Tablet, är en trätavla med inristade symboler upphittad 1993 utanför Dispilió i norra Grekland. Tavlan är av cederträ och har tio rader med ingraverade tecken. Kol-14-mätningar daterar talvan (objekt nr. DEM-321) till 5202±123 f.Kr. Dispiliotavlan är världens äldsta kända graverade trätavla.
Liknande graveringar har hittats på lertavlor från senare delen av mellersta Neolitikum och under den senare Neolitikumperioden. Fynden är ca 2000 år äldre än det äldsta kända skriftspråket. Om graveringarna på Dispiliotavlan skulle visa sig vara skriven kommunikation så kommer skriftens historia att tidigareläggas.
Tavlans dimensioner är 23 x 29,2 cm, och 2 cm tjock, och den har spår av brand. Tavlan hittades i ett dike nära sjön Límni Kastorías vid en av de arkeologiska utgrävningsplatserna norr om Dispilió.